# The Weak's End
The Weak's End è il primo album in studio del gruppo rock statunitense Emery, pubblicato nel 2004.

## Tracce
1. Walls – 3:23
2. The Ponytail Parades – 4:05
3. Disguising Mistakes with Goodbyes – 3:20
4. By All Accounts (Today Was a Disaster) – 4:06
5. Fractions – 5:14
6. The Note from Which a Chord Is Built – 2:28
7. Bloodless – 4:22
8. Under Serious Attack – 3:47
9. As Your Voice Fades – 4:02
10. The Secret – 5:56

## Formazione
- Toby Morrell - voce, chitarra
- Devin Shelton - voce, chitarra
- Josh Head - voce, tastiera
- Matt Carter - chitarra
- Joel "Chopper" Green - basso
- Seth "Beef" Studley - batteria